# Le Roi des galéjeurs
Pour plus de détails, voir Fiche technique et Distribution.
Le Roi des galéjeurs est un film français réalisé par Fernand Rivers, sorti en 1940.

## Fiche technique
- Titre : Le Roi des galéjeurs
- Réalisation : Fernand Rivers
- Scénario : Henri Alibert et Raymond Vincy
- Dialogues : Henri Alibert
- Photographie : Joseph-Louis Mundwiller
- Musique : Vincent Scotto
  - Lyrics de Sarvil et livret d'Alibert[1]
- Montage : Marguerite Beaugé
- Société de production : Les Films Fernand Rivers
- Pays de production :  France
- Format : Noir et blanc - 35 mm
- Genre : Comédie
- Durée : 90 minutes
- Date de sortie : 
  - France : 24 avril 1940
- Affiche : Roger Cartier, Bernard Lancy (France)

## Distribution
- Alibert
- Raymond Aimos
- Claude May
- René Sarvil
- Marcel Vallée
- Sinoël
- Rivers Cadet
- Henri Arius
- Fernand Flament
- Marcel Maupi